# Athysanella profuga
Athysanella profuga (лат.) — вид прыгающих насекомых из подсемейства цикадок Deltocephalinae (Cicadellidae).

## Описание
Мелкие цикадки серовато-бурого цвета, брюшко почти чёрное. Длина самцов 3,0—3,7 мм, самок — 4,3—4,5 мм. Зимуют на стадии личинки. На острове Врангеля питаются злаковыми растениями в разнотравно-злаково-осочковых и разнотравно-бобовых экосистемах на крутых щебнистых склонах южной экспозиции. Включён в Красную книгу Чукотского автономного округа. Вид был описан в 1988 году российскими энтомологами Г. А. Ануфриевым (Нижний Новгород) и А. Ф. Емельяновым (Санкт-Петербург).

## Распространение
Встречается только в России. Эндемик Чукотки: Остров Врангеля и бассейн реки Амгуэмы, тундра.